# Arrondissement de Barradères
L’Arrondissement de Barradères est un arrondissement d'Haïti, subdivision du département des Nippes. Il a été créé autour de la ville de Barradères qui est aujourd'hui son chef-lieu.
L’arrondissement ne compte que deux communes :
- Barradères
- Grand-Boucan